# Eirines
Eirines (llamada oficialmente Santo Estevo de Irís) es una parroquia del municipio de Cabañas, en la provincia de La Coruña, Galicia, España.

## Otras denominaciones
La parroquia también es conocida por el nombre de San Estevo de Eirís o por San Esteban de Eirines.

## Entidades de población
Entidades de población que forman parte de la parroquia:
- Caneta (A Caneta)
- La Iglesia (A Igrexa)
- Pedra do Couto (A Pedra do Couto)
- La Pena (A Pena de Irís)
- Balbís (Balvís)
- Formariz (Formarís)
- Salto de Abajo (O Salto de Abaixo)
- Salto de Arriba (O Salto de Arriba)
- Currás (Os Currás)
- Traseiras

## Patrimonio
- Iglesia de Santo Estevo de Irís (s. XIX), de estilo barroco rural, con planta rectangular de una sola nave cubierta con bóveda de cañón rebajada. Alberga en su interior un elaborado sepulcro del siglo XVI.
- Monte Castro, recinto de 95 x 80 metros sin excavar situado en el alto del Pico Castro.

## Demografía
| Gráfica de evolución demográfica de Eirines entre 2000 y 2018 |
|                                                               |
| Datos según el nomenclátor publicado por el INE.              |